# Car Taizu od Songa
Car Tàizǔ (21. ožujka 927. – 14. studenoga 976.) (kineski 太祖), rođen kao Zhao Kuangyin bio je kineski car i osnivač dinastije Song koji je vladao od 960. do 976. Poznat je po tome što je započeo proces ponovnog ujedinjenja Kine, koja je nakon pada dinastije Tang bila razjedinjena na tzv. Deset kraljevstava.

## Životopis
Njegova obitelj je bila relativno skromnog podrijetla, i u službenim zapisima se njeni pripadnici spominju tek kao niži službenici u posljednjim desetljećima u posljednjim desetljećima 9. stoljeća. Sam Zhao Kuangyin, koji je u mladosti stvorio ugled temeljen na streljačkim i drugim ratnim vještinama, je kao časnik ušao u službu Guo Weija, vojskovođe koji je 951. svrgnuo dinastiju Han i proglasio se carem nove dinastije Kasniji Zhou. Zhao Kuangyin se istaknuo u borbama protiv odmentute države Sjeverni Han i nomadskih Kitana i njihove dinastije Liao. Kada je carsko prijestolje 960. preuzeo 7-godišnji car Gongdi, vojska ga je izvikala za novog cara; Zhao Kuangyin je, prema navodima historičara "nevoljko", prihvatio prijestolje i osnovao novu dinastiju.
Njegovu vladavinu su označila nastojanja da se nastavi politika prethodnika usmjerena prema ujedinjenju Kine. Pokušaji eliminirnja dinastije Liao i Sjeverni Han na sjeveru su uglavnom bili neuspješni, a 968. je carska vojska potučena. Car Taizu je nakon toga odlučio promijeniti strategiju i okrenuti se odmetnutim državama na jugu Kine, koje su bile mnogo slabije, ali i materijalno bogatije. Taj je proces bio daleko uspješniji i do 976. se veliki dio južne Kine ponovno stavio pod carsku vlast. Taizu je također bio poznat kao pokrovitelj znanosti, te je osnovao škole u kojima se njegovala sloboda govora i mišljenja.
Usprkos toga što je imao odrasle sinove, prijestolje je ostavio svom bratu Zhao Kuangyi ju (car Taizong).